# Laion
Laion (németül: Lajen) Dél-Tirolban, Trentino-Alto Adige régión belül lévő Bolzano–Bozen autonóm megyében található település. A lakosság 90,82%-a német, 5,34%-a olasz és 3,84%-a ladin nyelven beszél. Laion Castelrotto, Villnöß, Ponte Gardena, Barbiano, Chiusa, Ortisei és Villandro községekkel határos. Lakosainak száma 2769 fő (2023. január 1.).

## Elhelyezkedése
A település a Dolomitokban, az Eisack (Isarco) völgyében, a Grödeni-völgy (Gröden / Val Gardena) bejáratánál fekszik. Tengerszint feletti magassága 1100 m. A településről gyönyörű kilátás nyílik a környező hegyekre pl. a Langkofel-csoport (Gruppo Sassolungo) 3181 m, Sella-csoport (Gruppo Sella) 3152 m, Geisler-csoport (Gruppo Odle) hatalmas csúcsaira.

## Népesség
A település népessége az elmúlt években az alábbi módon változott:
| Lakosok száma | 2656 | 2675 | 2769 |
|               | 2017 | 2018 | 2023 |

## Vallás
A településnek van saját katolikus temploma.